# Danek-Edmontosaurusbeenderlaag
De Danek-Edmontosaurusbeenderlaag (Royal Tyrrell Museum of Palaeontology-locatie L2379) in Edmonton (Alberta, Canada) is een monodominante beenderlaag dat beenderen van de hadrosauriër Edmontosaurus regalis bevat, vooral afzonderlijke (dus niet in anatomisch verband). Het werd gedateerd op Boven-Campanien tot Onder-Maastrichtien (ca. 72,1 tot 66 miljoen jaar oud) en maakt deel uit van de Horseshoe Canyon-formatie, maar de exacte stratigrafische positie is omstreden. Radiometrische datering van zirkoonkristallen die zich net onder de beenderlaag bevinden  en analyse van de regionale en van de bredere provinciale stratigrafie geven een dateringsvariatie van 0,55 tot 0,99 Ma. Het was een amateur fossielenverzamelaar uit Edmonton, Danek Mozdzenski (waarnaar de beenderlaag vernoemd werd), die op 31 maart 1989 de locatie ontdekte. In 1989 en 1991 werd de beenderlaag door het Royal Tyrrell Museum of Palaeontology opgegraven. Er werden tachtig specimina aangetroffen, waaronder een skelet dat gedeeltelijk in anatomisch verband lag.
In 2006 werd de beenderlaag door de University of Alberta Laboratory for Vertebrate Palaeontology heropend en verder blootgelegd met sindsdien meer dan achthonderd gecatalogeerde specimina die een onschatbare waarde hebben voor paleontologische onderzoeks- en onderwijsprojecten. Dankzij de hoge kwaliteit van preservatie, de grote hoeveelheid beenderen, de eenvoudige preparatie en de grote hoeveelheid geassocieerde gegevens, kan de Danek-Edmontosaurusbeenderlaag bijdragen aan een waaier van onderzoeksprojecten onder een overkoepelend gemeenschappelijk thema. Het vormt de basis van een veldcursus gewervelde paleontologie aan de Universiteit van Alberta, inhoudende het verzamelen van gegevens, het toepassen van veldtechnieken en het reinigen en preserveren van fossielen. Specimina afkomstig van de beenderlaag werden in meerdere tijdelijke tentoonstellingen in de omgeving van Edmonton gebruikt en het wordt aangewend om veldmethoden met betrekking tot paleontologie te bespreken in de uitgebreide vrij toegankelijke online cursus Dino 101 : Dinosaur Paleobiology. Er werden tweedimensionale groevekaarten gemaakt voor het ontwerpen en testen van tafonomische hypothesen met betrekking tot andere dinosauriërbeenderlagen.
Dankzij de grote hoeveelheid beenderen en de hoge preservatiekwaliteit kunnen statistische analyses gemaakt worden die bij andere afzonderlijke dinosauriërbeenderen dikwijls moeilijk zijn. Een van deze analyses bestudeert de diagenetische vervorming van de grotere beenderen in de Danek-Edmontosaurusbeenderlaag in relatie tot de meetgegevens voor fossiele gewervelden, die meestal een zekere vervorming vertonen. Naast diagenetische vervorming dragen de beenderen ook vele sporen van de tanden van aaseters. Een histologische studie van een set beenderen uit de beenderlaag onderzoekt de groei van Edmontosaurus regalis op basis van een van de grotere verzamelingen gegevens die ooit voor een dinosauriërsoort samengesteld werden.
Naast beenderen van dinosauriërs bevatten de sedimenten waarvan de beenderlaag deel uitmaakt veel andere organische resten die kunnen gebruikt worden om de paleo-ecologie van de vindplaats te reconstrueren. Dankzij barnsteen afkomstig uit de beenderlaag kon men aantonen dat het gebied gedomineerd werd door naaldwouden in een relatief stabiel paleomilieu. Naast Edmontosaurus werden ook nog resten van andere genera dinosauriërs aangetroffen. Meer dan zestig tanden zijn afkomstig van zowel volwassen als jonge individuen van de tyrannosauride Albertosaurus sarcophagus. Het is de enige tyrannosauriër bekend uit de Horseshoe Canyon-formatie. Er werd ook een hoornkern van een gehoornde dinosauriër gevonden. Gehoornde dinosauriërs komen zelden voor in beenderlagen die door Hadrosauridae gedomineerd worden. Ook Troodon komt voor in de beenderlaag.